# Христо Станчев
Христо Станчев (Крусев) е първият български народен художник.

## Биография
Христо Станчев е роден на 1 юни 1870 г. в село Аджар (днес Свежен), Община Брезово. След завършване на първоначалното училище Станчев постъпва в Пловдивската мъжка гимназия, където негов учител по рисуване е Иван Мърквичка, а към края на гимназиалния курс Антон Митов. В края на курса, на организираната от Антон Митов ученическа изложба, Христо Станчев печели първа награда и стипендия от княз Фердинанд за продължение на обучението в чужбина.
Отказва предложената стипендия и заминава да следва с помощта на художника Георги Ботушаров, а от втората година е държавен стипендиант. От 1890 до 1893 г. учи при професорите Чаранфи и Барабино във Флорентинската академия. През периода от 1893 до 1896 г. специализира в Мюнхен при проф. Линденшмид и проф. Дефрегер. През този период създава известната картина „Ченци“ (Национална художествена галерия), „Ана“, „Монах“.
През 1896 г. се завръща в Пловдив, където преподава в Пловдивската мъжка гимназия.

## Творчество
Христо Станчев рисува портрети, натюрморти, пейзажи и композиции. Освен с маслени бои, работи и графика – рисува илюстрациите към първото издание на Яворовите „Безсъници“ (1906 г.-1907 г.). Негови илюстрации има и в много учебници на издателство „Христо Данов“.
Най-плодотворният период в творчеството на художника-класик са 30-те години на 20 век. Именно тогава Христо Станчев създава своите най-забележителни произведения: редица пейзажи, предимно с тракийски мотиви; портрети; натюрморти и композицията „На нивата“. Пейзажният цикъл обхваща и началото на 1940-те години. През 1937 г. на XI обща художествена изложба творецът представя най-известната си творба „На нивата“ (Национална художествена галерия).

### Колекция
- „На нивата“ 1937 г.
- „Ченци“ 1895 г.
- „Ана“ 1896 г.
- „с. Долна Василица“ 1941 г. пейзаж, частна колекция
- „Молитва“ 1923 г., Градска художествена галерия – Пловдив
- „Демонът“, Градска художествена галерия – Пловдив
- „Дядо Нягул“, Градска художествена галерия – Пловдив
- „Слугинчето“, Градска художествена галерия – Пловдив
- „Монах“ към 1894 г.
- „Равин“
- „Пролет“ 1922 г., Градска художествена галерия – Пловдив
- „Портрет на момиче“ – недатувана
- „Молитва“
- „Зима“
- „Клане“